# ワードサラダ
ワードサラダ（英: word salad）とは、文法としては正しいが、意味が破綻している文章のこと。

## 精神医学にて
精神医学では思考障害の一つに分類され、認知症、統合失調症、頭部損傷患者、言動性チックなどにみられる。日本では「言葉のサラダ」の呼び方で普及している。

## コンピューティングにて
検索エンジンの検索結果やブログ、迷惑メールに多く見られる。
検索エンジンやメールのスパムフィルタを回避して、閲覧者を特定のウェブサイトに誘導することを目的としている。
誘導先のサイトは、アドセンスやアフィリエイト収益のみを目的としたサイトや、アダルト・違法サイト、閲覧者をウイルスに感染させることを目的としたサイトが多い。過去に著名人や企業が保有しており、所有権が失効したドメインを悪用したケースも存在する。
ワードサラダは多くの場合、検索エンジンの検索結果やRSSなどのウェブ上に存在する文章を元に、形態素解析・構文解析を使用して自動生成される。
このため、例えば「昨年は山に登ったので、今年は海に行きました。」と「今年はプールで泳いだので、来年は海で泳ぎます。」の2文から、「今年は山で泳いだので、来年はプールで行きました。」のような支離滅裂の文章ができる。
コンピュータが文章の意味情報を完全に理解することは難しい（自然言語処理#処理内容とその限界）ため、自然文とワードサラダを自動判別することは困難であった。2010年頃には検索エンジンスパムの手法としてよく用いられていたが、Googleが2011年2月に検索アルゴリズムを改良（通称 パンダアップデート）したことから、その多くが排除されるようになった。（日本でのアップデートは2012年7月）そのため、検索エンジンスパムの手段としては有効ではなくなった。